# Misses (Joni Mitchell-album)
Misses  er Joni Mitchells andet opsamlingsalbum (nittende i alt), som blev udgivet i 1996. Albummet indeholder fjorten numre udvalgt af Mitchell selv blandt de af hendes numre, der ikke blev specielt populære, men, som hun selv mente, var vigtige. Det blev udsendt samtidig med Hits, der ligeledes er et opsamlingsalbum, men er et mere traditionelt 'greatest hits'-album.
Mitchells pladeselskab ønskede at udsende et sådant 'greatest hits'-album, hvilket hun gik med til under betingelse af, at hun også kunne få lov til at udsende dette album.

## Numre
Alle  numre er skrevet af Joni Mitchell med mindre andet er angivet.
| Nr. | Titel                                         | Længde | Oprindeligt album           | Udgivelsesår | Bemærkninger                                                                    |
| --- | --------------------------------------------- | ------ | --------------------------- | ------------ | ------------------------------------------------------------------------------- |
| 1   | "Passion Play (When All the Slaves Are Free)" | 5:25   | Night Ride Home             | 1991         |                                                                                 |
| 2   | "Nothing Can Be Done"                         | 4:53   | Night Ride Home             | 1991         | Musik af Larry Klein                                                            |
| 3   | "A Case of You"                               | 4:20   | Blue                        | 1971         |                                                                                 |
| 4   | "The Beat of Black Wings"                     | 5:19   | Chalk Mark in a Rain Storm  | 1988         |                                                                                 |
| 5   | "Dog Eat Dog"                                 | 4:41   | Dog Eat Dog                 | 1985         |                                                                                 |
| 6   | "The Wolf That Lives in Lindsey"              | 6:35   | Mingus                      | 1979         |                                                                                 |
| 7   | "The Magdalene Laundries"                     | 4:02   | Turbulent Indigo            | 1994         |                                                                                 |
| 8   | "The Impossible Dreamer"                      | 4:30   | Dog Eat Dog                 | 1985         |                                                                                 |
| 9   | "Sex Kills"                                   | 3:56   | Turbulent Indigo            | 1974         |                                                                                 |
| 10  | "The Reoccurring Dream"                       | 3:02   | Chalk Mark in a Rain Storm  | 1988         | Skrevet sammen med Larry Klein                                                  |
| 11  | "Harry's House/ Centerpiece"                  | 6:48   | The Hissing of Summer Lawns | 1975         | "Centerpiece" blev oprindeligt skrevet af Johnny Mandel og Jon Hendricks (1956) |
| 12  | "The Arrangement"                             | 3:32   | Ladies of the Canyon        | 1970         |                                                                                 |
| 13  | "For the Roses"                               | 3:48   | For the Roses               | 1972         |                                                                                 |
| 14  | "Hejira"                                      | 6:42   | Hejira                      | 1976         |                                                                                 |

## Cover
På  albummets forside, der er designet af Joni Mitchell, er det centrale motiv et fotografi af en person foran en lille bil parkeret på en vej. Personen bøjer sig forover mod bilens dør, tilsyneladende i gang med at lave en tegning med kridt på vejen. Til højre for figuren ser man noget af tegningen, der kan ligne et spejlbillede af bilen. På grund af kroppens bøjning kan man ikke se personens hoved.
Over og  under fotoet er en bred hvid kant, bredest for oven, hvor man ser 'joni mitchell' og 'misses' skrevet med maskinskrift. Titlens bogstaver danner et lidt hoppende ord, der start med et stort 'M', mens de øvrige bogstaver bliver mindre og mindre. Titlen er med grøn skrift, mens hendes navn er i sort.